# Рік тигра (фільм)
«Рік тигра» (ісп. El Año del Tigre) — перуансько-домініканська кримінальна кінокомедія 2023 року, знята режисером Ясером Мікеленом за сценарієм Хосе Рамона Алама. У головних ролях — Карлос Алькантара, Венді Рамос і Гонсало Торрес. Прем'єра фільму відбулася 30 березня 2023 року в перуанських кінотеатрах компанією Star Distribution.

## Сюжет
Ресторан ось-ось збанкрутує, тож власники зроблять усе можливе, щоб запобігти цьому. На них чекає багато пригод, їм доведеться зіткнутися з конфліктами з людьми, між добром і злом, гангстерами та шахраями.

## Акторський склад
У фільмі брали участь такі актори:
- Карлос Алькантара — Самса
- Венді Рамос — Тереза
- Френк Перозо
- Гонсало Торрес
- Андреа Софія Піментель
- Джоссі Мартінес
- Сальвадор Перес Мартінес
- Нашла Богаерт
- Луїніс Олаверрія
- Вісенте Сантос
- Ана Марія Аріас